# Стародубское княжество

Стародубское княжество в XIII веке (обозначено цифрой 7)

 Кня́жество Староду́бское  — удельное княжество Северо-Восточной Руси со столицей в городе Стародубе (Стародуб Волоцкий, Стародуб Ряполовский), на правом берегу реки Клязьмы, в 60 верстах от Владимира. В XIX веке отождествляется с селом Клязьменский Городок Ковровского уезда Владимирской губернии, в 12 верстах от города Коврова.

## История

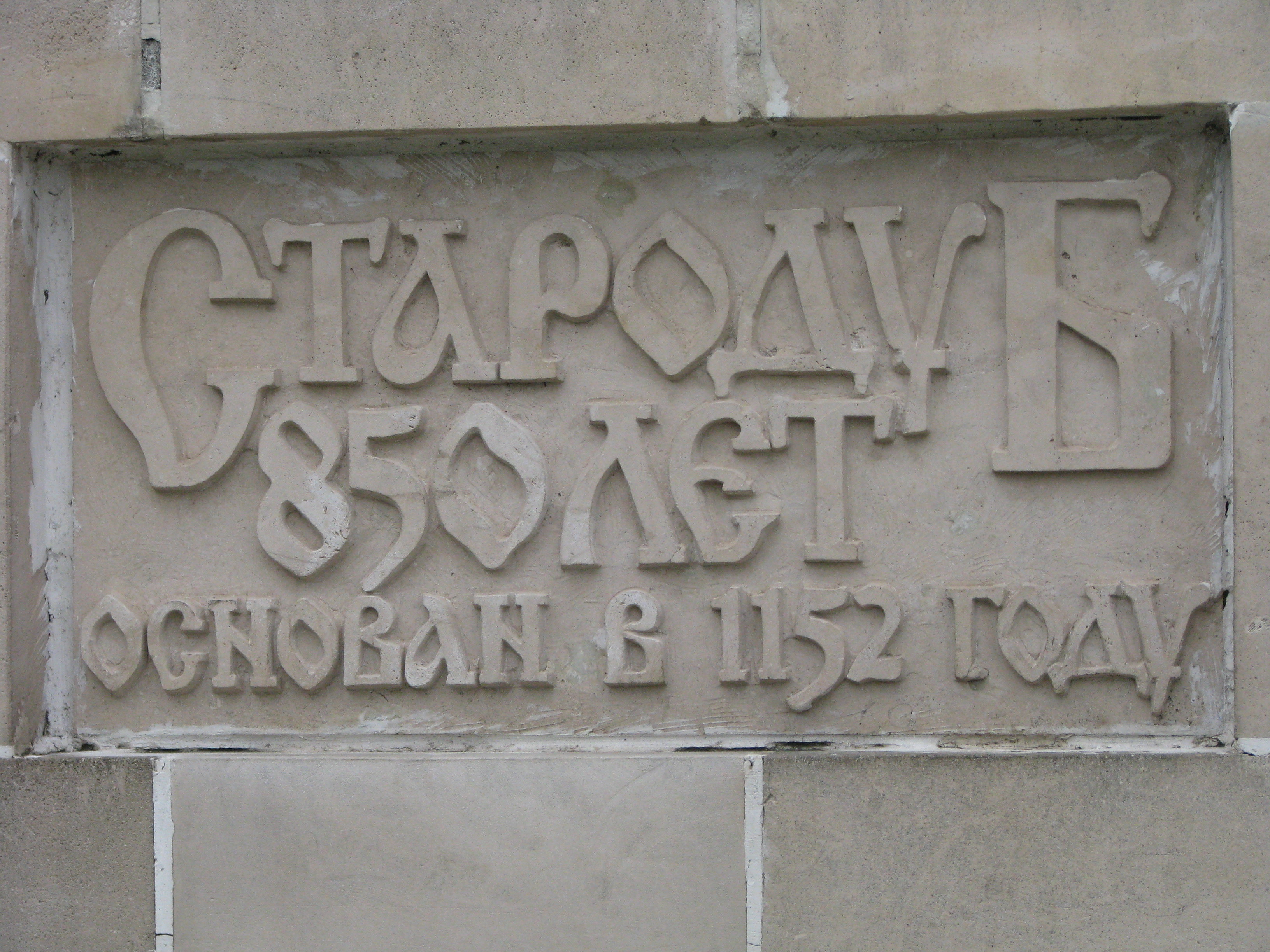
Стела в честь 850-летия Стародуба

Как самостоятельное княжество образовано в 30-х годах XIII века. В XIII — третьей четверти XV века Стародуб ещё не входил в состав Русского государства, а представлял собой сначала независимое, а со времени великого княжения Дмитрия Донского вассальное Москве государственное образование. Источники не сообщают точной даты основания центра Стародубского края — города Стародуба. По археологическим данным, формирование поселения здесь началось ещё в XI веке.
В первый раз Стародубское княжество выделилось из состава Владимиро-Суздальской земли около 1217—1218 годов, доставшись в управление Владимиру, сыну Всеволода Большое Гнездо. Однако спустя десять лет (в 1228 году) Владимир скончался бездетным, и территория его удела вновь вошла в состав Владимирского великого княжества.
В 1238 году Ярослав II Всеволодович, распределяя отцовские вотчины, отдал Стародуб младшему брату Ивану Всеволодовичу Каше, за потомками которого впоследствии и закрепился стародубский удел.
После Ивана князем стародубским был его сын Михаил Иванович (1276—1281). Третьим князем стал единственный сын предыдущего Иван-Калистрат Михайлович, умерший предположительно в 1315 году. Ему наследовал сын Фёдор Иванович Благоверный, убитый в Орде в 1329 или 1330 году.
В середине XIV века княжество попало в сферу интересов Москвы, начавшей активно вмешиваться в его внутренние дела.
После Фёдора Ивановича в Стародубе последовательно княжили трое его сыновей. Дмитрий Фёдорович — по 1354 год, Иван — по 1363 год, который за союз с Дмитрием Константиновичем Нижегородским, претендовавшим на владимирский титул, был в 1363 году изгнан из своего удела Дмитрием Донским (точнее кем-то из московских воевод, сам Дмитрий был ещё ребёнком) и отъехал в Нижний Новгород, где стал служилым князем у нижегородского князя. Иван Фёдорович был заменён его младшим братом Андреем Фёдоровичем (умер около 1380 года), ставшим верным «подручником» московского великого князя. Именно Андрей Фёдорович первым стал дробить территорию княжества на мелкие уделы, что ещё больше ослабило самостоятельность княжества. Согласно родословным, он имел четверых сыновей: Фёдора, князя стародубского, он наследовал отцу; Василия, князя пожарского, родоначальника угасшего рода князей Пожарских; Ивана, князя ряполовского, по прозвищу Ногавица, родоначальника угасшего рода князей Ряполовских, а также Хилковых и угасшего рода князей Татеевых; Давида, по прозвищу Палица, родоначальника князей Гундоровых и угасших родов князей Тулуповых и Палецких.
Князь Фёдор Андреевич имел пятерых сыновей: Фёдора, князя стародубского; Ивана, по прозвищу Морхиня; Ивана Меньшого, князя Голибесовского, по прозвищу Лапа (предка князей Гагариных), Петра и Василия, родоначальника князей Ромодановских.
В конце XIV — начале XV веков княжество постепенно распалось на ряд крупных и мелких уделов, а со смертью бездетного князя Владимира Фёдоровича, по-видимому, окончательно прекратило независимое существование, войдя в состав Русского централизованного государства.
В 1565 году, когда царь Иван Грозный разделил Русское государство на опричнину и земщину, город Стародуб вошёл в состав последней.

## География
Точные границы Стародубского удела неизвестны, однако Владимир Кучкин, анализируя позднейшие земельные акты XV—XVI веков, определяет их следующим образом: княжество занимало относительно большую территорию по обоим берегам Клязьмы, главным образом по её правобережью, простираясь примерно от нижнего течения реки Нерехты (правого притока Клязьмы), достигая на западе реки Мегеры, а на востоке — Клязьмы, где последняя круто поворачивает на юг. Южная граница княжества шла по реке Таре, примерно до её середины, где стояло село Сарыево. На левом берегу Клязьмы западная граница княжества захватывала низовья реки Уводи, пересекая, видимо, верховья реки Тальши, правого притока Уводи.
М. И. Давыдов описывает внешние границы княжества следующим образом. В правобережье Клязьмы западные районы Стародуба соседствовали с дворцовой волостью Любецкий Рожок, Боголюбовским и Медушским станами, входившими в состав Владимирского уезда. Рубежом между указанными территориями выступала река Нерехта: к востоку от неё лежали владения стародубских князей, земли к западу от реки относились ко Владимиру. В верхнем течении Нерехты стародубские рубежи выходили в её левобережье по направлению к истоку реки Колпь, затем поворачивали на восток и, достигнув рек Кестом и Кунахта, шли на север к реке Таре и далее по фарватеру последней вплоть до её впадения в реку Клязьму: левый берег Тары принадлежал Стародубу, правый — Ярополческому стану Владимирского уезда. От устья Тары граница региона шла вверх по Клязьме, точнее по её пойме, до устья реки Серзухи: русло Клязьмы в указанном районе крайне нестабильно, в связи с чем некоторые стародубские владения оказались со временем на левом, ярополческом берегу реки. Дальнейший участок рубежей стародубского края простирался от реки Серзухи до озера Богоявленского (современное название Ламское). От устья Серзухи граница княжества шла между озёрами Вандрех (современное название Кандрик) и Глущицы поперёк озера Заборье и истоков из озёр Нальша (Нельша) и Лебединь (последнее следует искать в районе современного урочища Лебединые Дворики) к верховью реки Матни (современное название Маятная), затем по течению последней до реки Луха: по левую сторону располагались стародубские земли, по правую — Ярополческий стан Владимирского уезда. Далее граница поднималась вверх по Луху до места впадения в него реки Богоявленский исток: правый берег Луха являлся стародубским, левый — принадлежал Мытскому стану Суздальского уезда. Наконец, Богоявленский исток и питавшее его озеро Богоявленское (современное название Ламское) выступали естественной межой между находившимися в их правобережье стародубскими владениями и занимавшей левый берег волостью Груздева Слободка Луховского уезда.

## Список правителей
- 1217—1227 Владимир (Дмитрий) Всеволодович Стародубский
- 1237—1247 Иван Всеволодович Каша Стародубский
- 1247—1281 Михаил Иванович Стародубский
- 1281—1315 Иван-Калистрат Михайлович Стародубский
- 1315—1330 Фёдор Иванович Благоверный Стародубский
- 1330—1355 Дмитрий Фёдорович Стародубский
- 1355—1363 Иван Фёдорович Стародубский
- 1363(или 1370)—1380-е Андрей Фёдорович Стародубский
- 1380-е — конец I четверти XV века Фёдор Андреевич Стародубский
- конец I четверти XV века — конец 40-х XV века Фёдор Фёдорович Стародубский
- конец 40-х XV века — конец 50-х XV века Владимир Фёдорович Стародубский